# Holocèntrids
Els holocèntrids (Holocentridae) són una família de peixos marins inclosa en l'ordre Beryciformes. Es distribueixen per les zones tropicals dels oceans Atlàntic, Índic i Pacífic, amb la major diversitat d'espècies en els esculls d'aquests dos últims. La majoria es troben en aigües profundes a uns 100 m de profunditat, però els peixos del gènere Ostichthys es troben en aigües molt més profundes.

## Gèneres
- Subfamília Holocentrinae
  - Holocentrus
  - Neoniphon
  - Sargocentron
- Subfamília Myripristinae
  - Corniger
  - Myripristis
  - Ostichthys
  - Plectrypops
  - Pristilepis